# دهشت العليا (ميانكوه)
دهشت العلیا (بالفارسية: دهشت علیا) هي قرية تقع في إيران في خراسان رضوي. يقدر عدد سكانها بـ 332 نسمة بحسب إحصاء 2016.